# 蓮山駅
蓮山駅（ヨンサンえき）は、大韓民国釜山広域市蓮堤区にある釜山交通公社の駅である。
釜山交通公社の1号線と3号線が乗り入れている。

## 利用可能な路線
- 釜山交通公社
  - ●1号線 - 駅番号は123。
  - ●3号線 - 駅番号は305。

## 駅構造
1号線、3号線ともに相対式ホーム2面2線の地下駅で、フルスクリーンタイプのホームドアが設置されている。出入口は13箇所に設けられている。

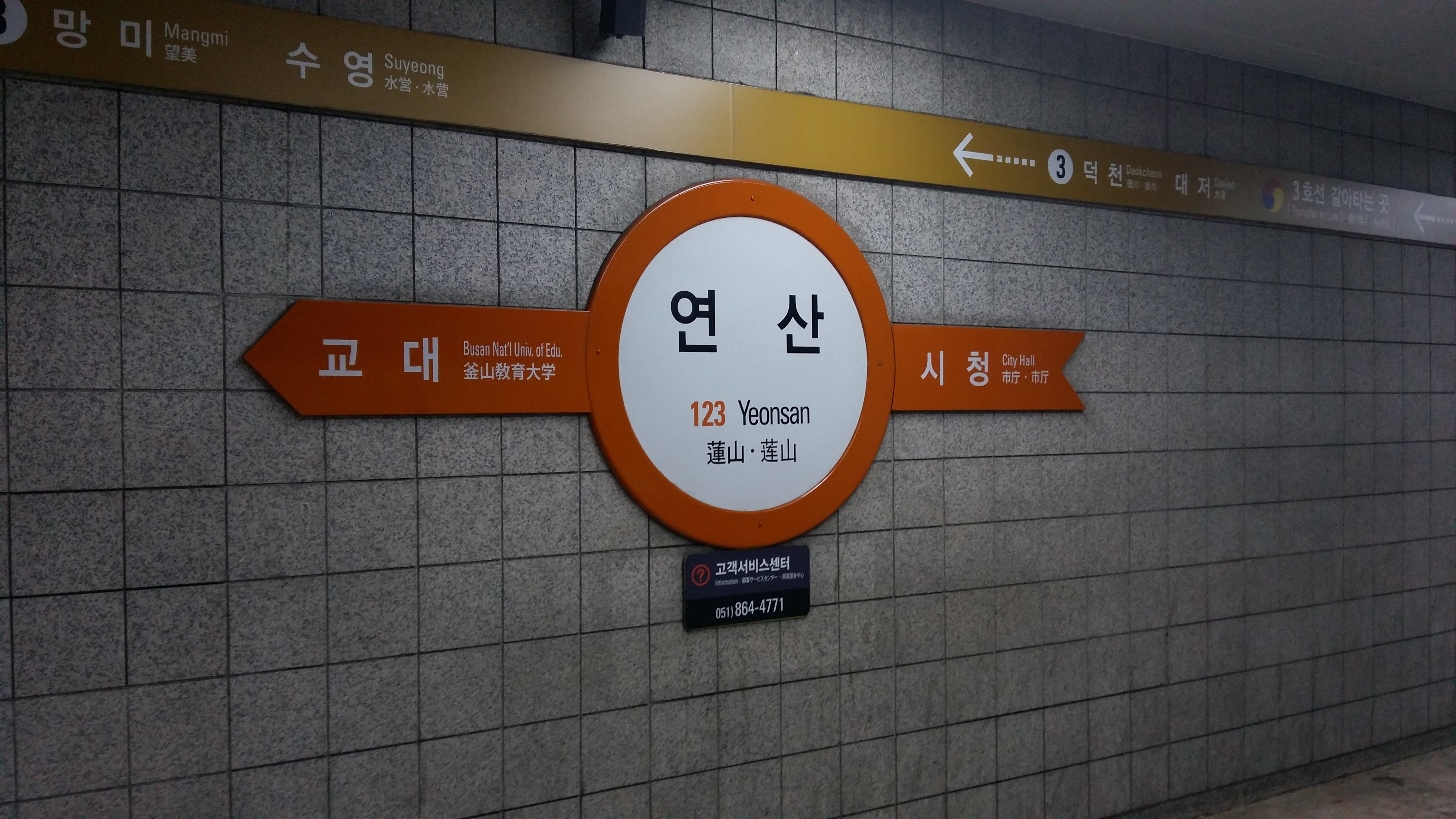
1号線の駅名標
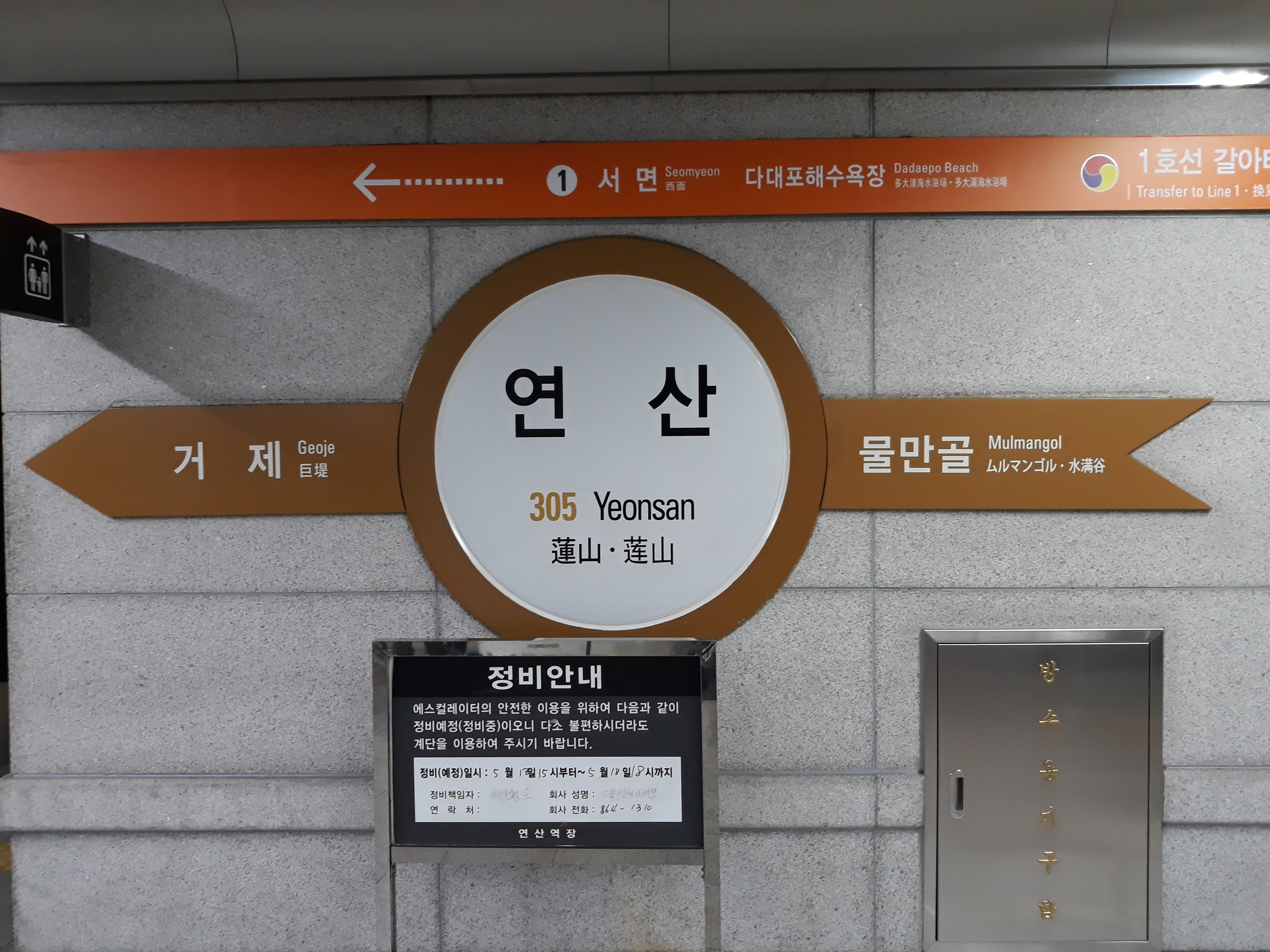
3号線の駅名標
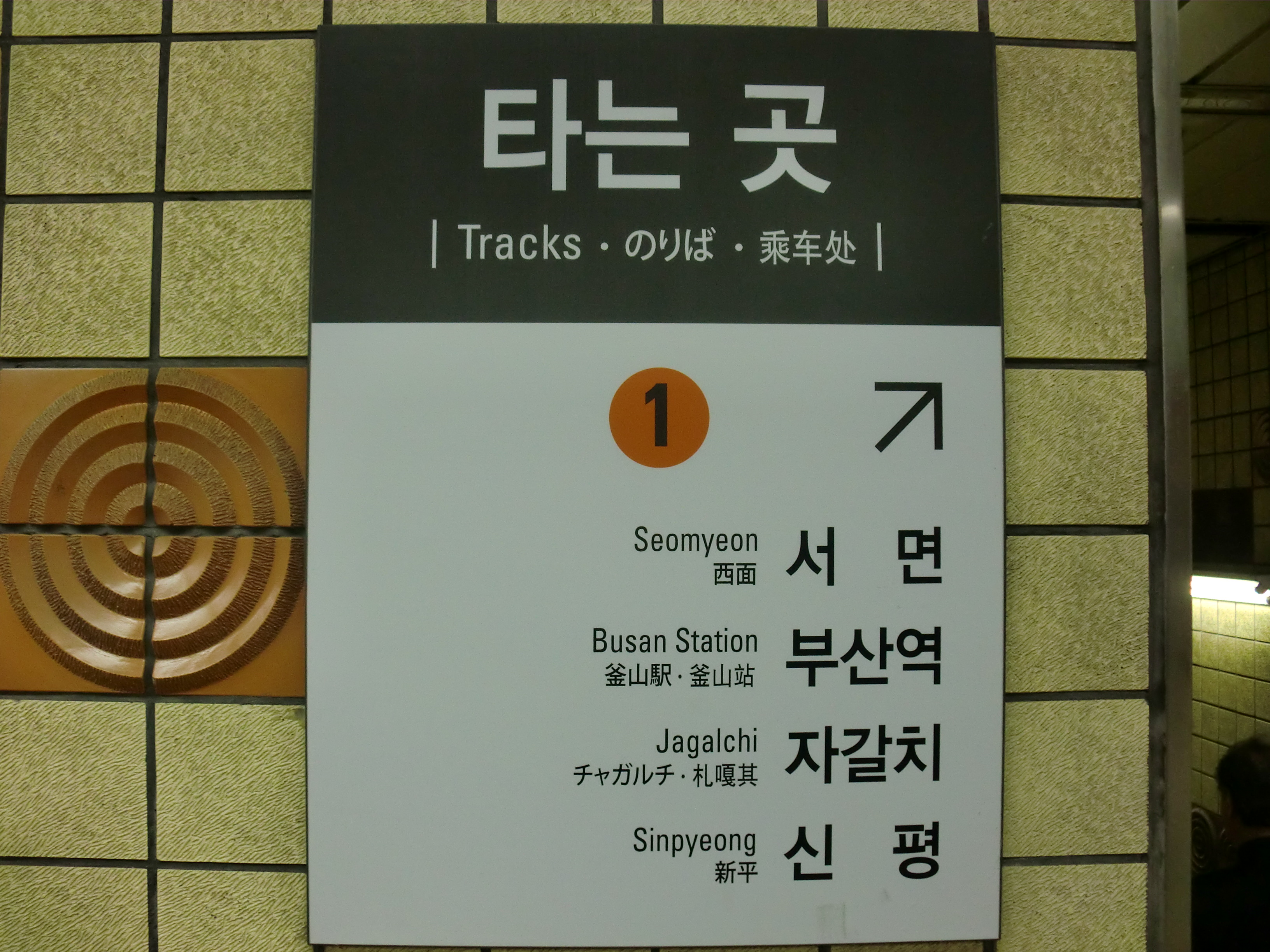
1号線への乗り換え案内

### のりば
| 上り | 1号線 | 多大浦海水浴場方面 |
| 下り | 1号線 | 老圃方面           |
| 上り | 3号線 | 水営方面           |
| 下り | 3号線 | 大渚方面           |

## 歴史
- 1985年7月19日 - 1号線の蓮山洞駅として開業。
- 2005年11月18日 - 3号線が開業し、接続駅となる。
- 2010年2月14日 - 蓮山駅に改称。

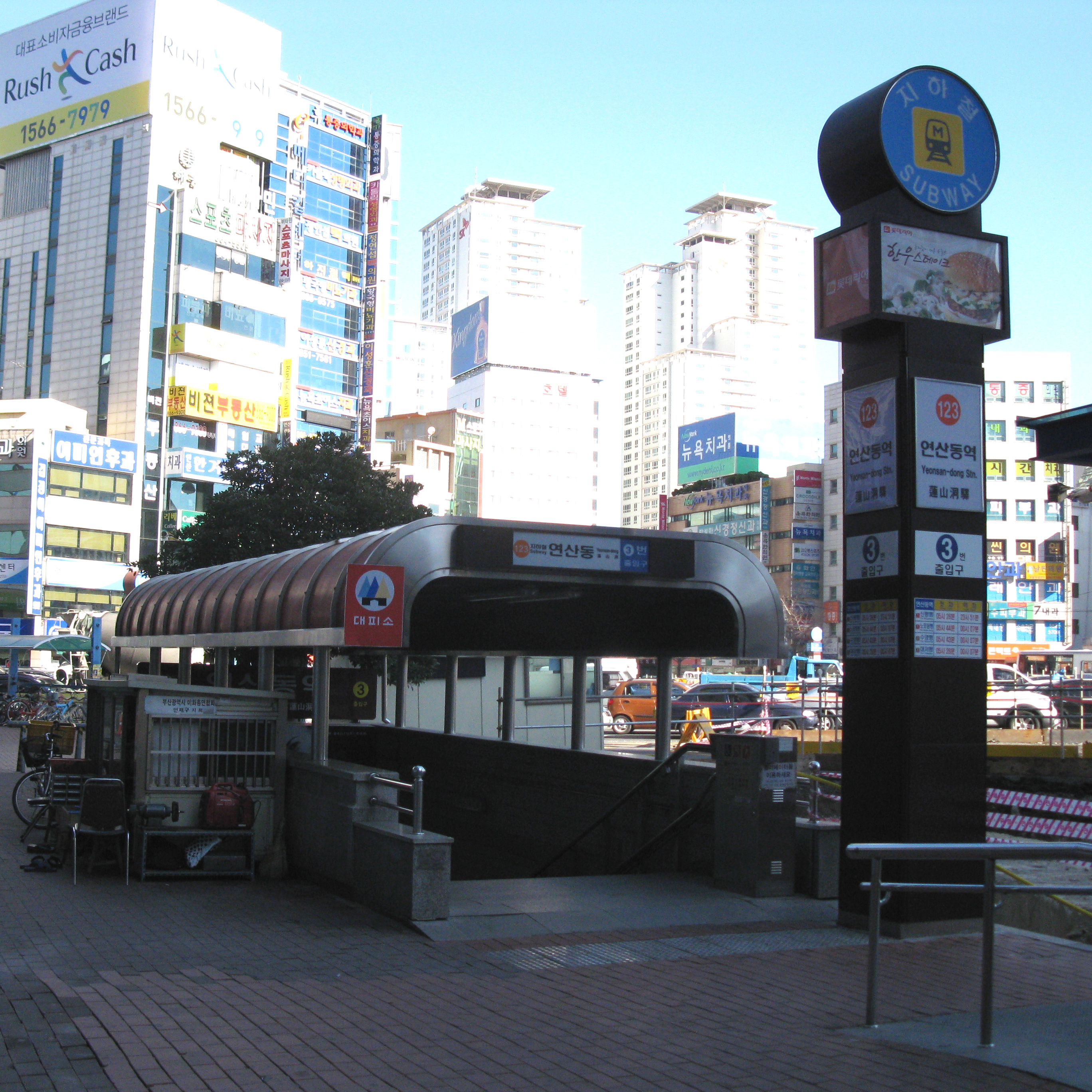
旧駅名時代の3番出入口（2009年2月）
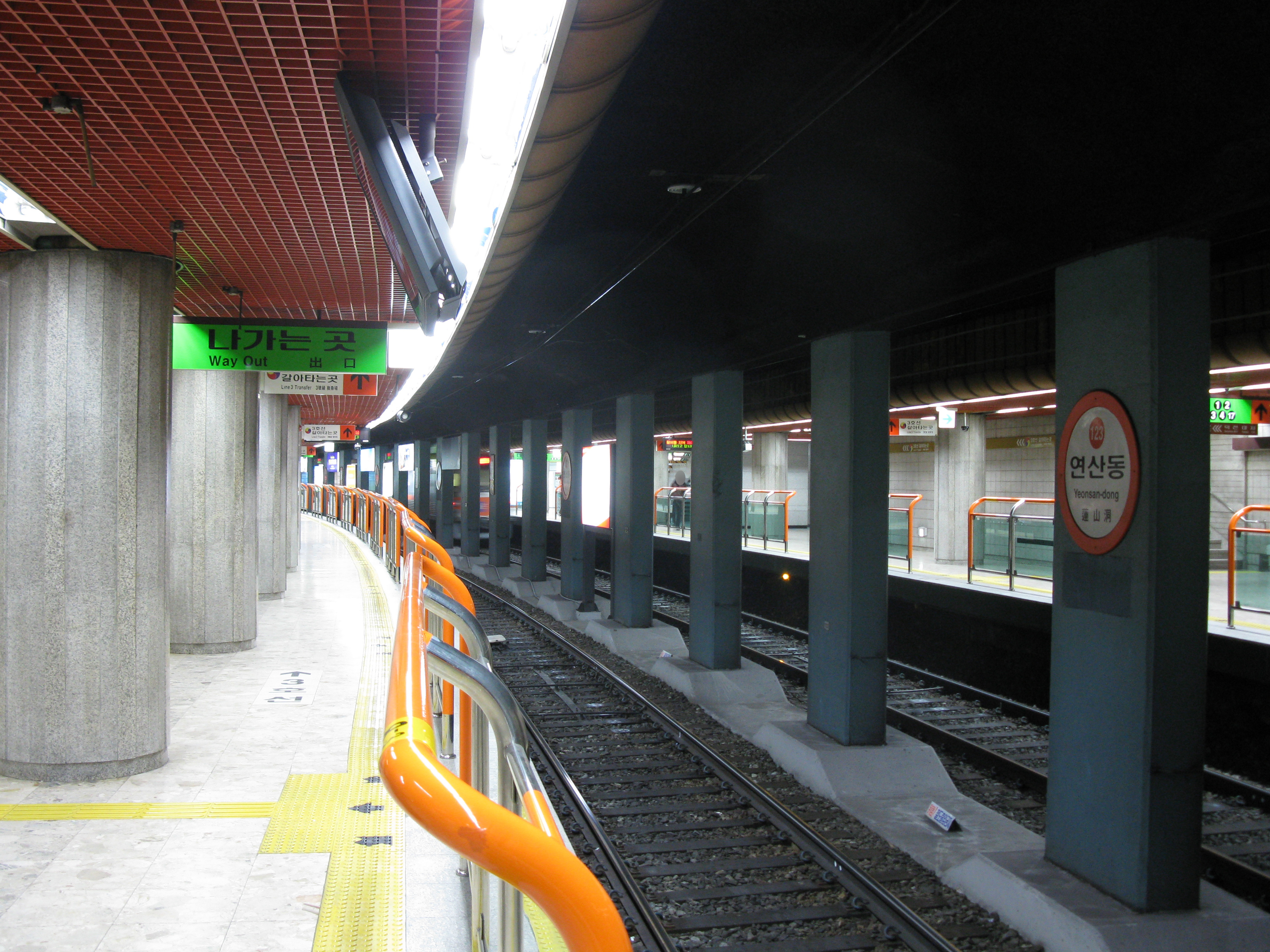
旧駅名時代の1号線ホーム（2009年2月）
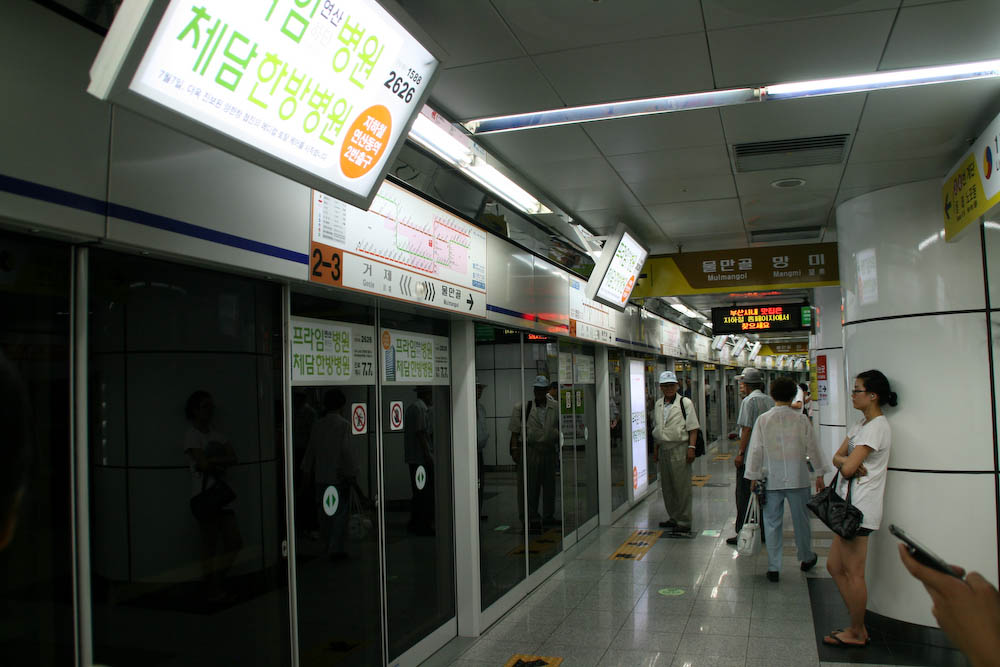
ホームドア設置後の旧駅名時代の1号線ホーム（2009年7月）
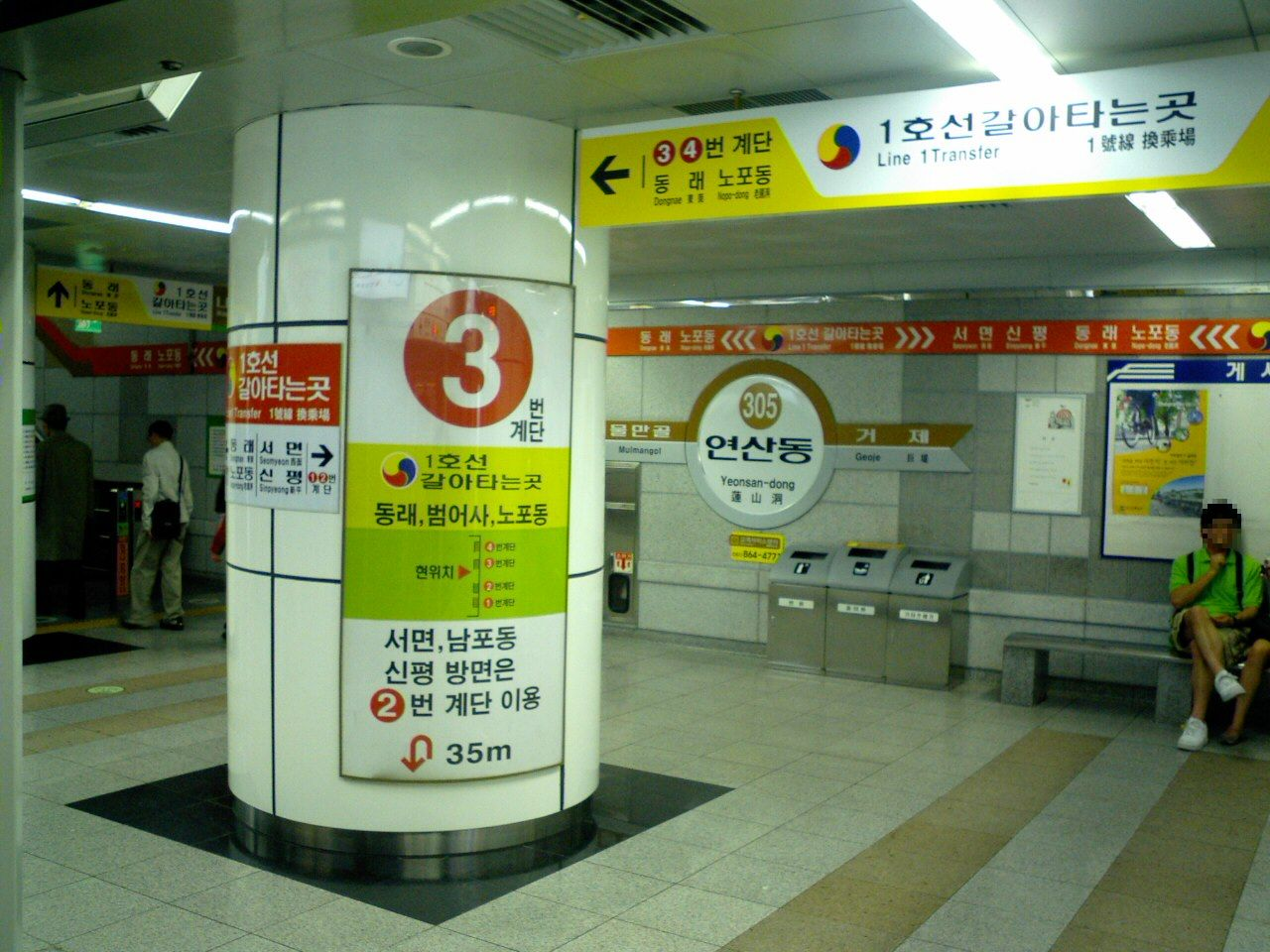
旧駅名時代の3号線上りホーム（2008年4月）

## 駅周辺
- 国民健康保険公団釜山蓮堤支社
- 蓮山4洞行政福祉センター
- 蓮堤初等学校
- 国民銀行蓮山駅支店
- 国民銀行蓮山洞支店
- ハナ銀行釜山蓮山金融センター
- ハナ銀行蓮山洞支店
- 新韓銀行蓮山洞金融センター
- 中小企業銀行蓮山洞支店

## 隣の駅
釜山交通公社
 1号線
市庁駅 (122) - 蓮山駅 (123) - 教大駅 (124)
 3号線
ムルマンゴル駅 (304) - 蓮山駅 (305) - 巨堤駅 (306)